# عربی صنعایی
عربی صنعایی یکی از گویش‌های عربی است که در یمن بدان سخن گفته می‌شود. مهم‌ترین تفاوت این گویش با سایر گویش‌های یمنی تلفظ /ق/ به صورت /گ/ است. واژگان، دستور زبان و نحو این گویش نیز نسبت به سایر گویش‌های عربی بسیار متفاوت و دارای ویژگی‌های منحصر به فردی است.